# NASCAR Craftsman Truck Series de 2002

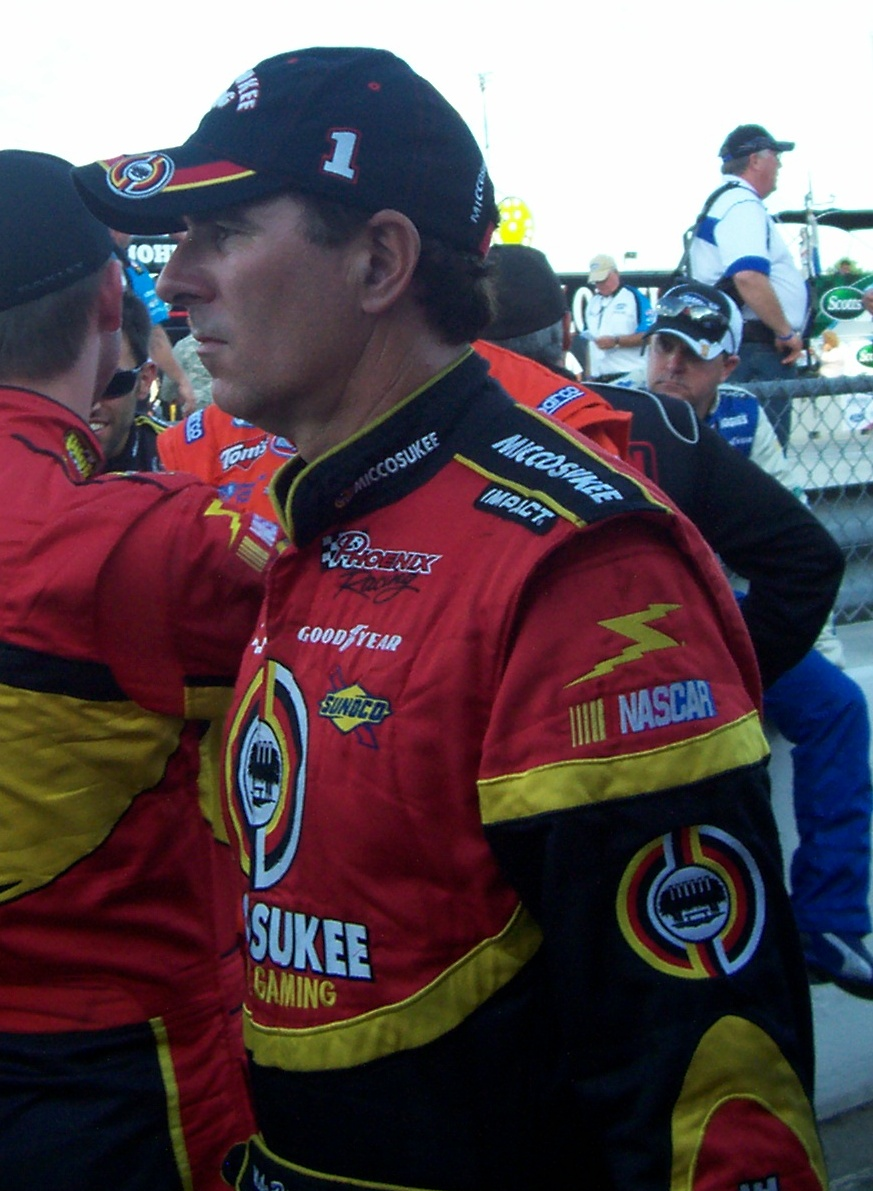
Piloto

A Temporada da NASCAR Craftsman Truck Series de 2002 foi a oitava edição da NASCAR Camping World Truck Series, com 26 etapas disputadas o campeão foi Mike Bliss.